# Nienke Brinkhuis
Nienke Brinkhuis (Kesteren, 10 oktober 1971) is een Nederlands actrice en presentatrice.

## Levensloop
Brinkhuis studeerde aan de docentenopleiding dramatische vorming aan de Hogeschool voor de kunsten te Arnhem en volgde een acteursopleiding aan De Trap in Amsterdam.
In 1999 werd Brinkhuis derde in de finale van de Nationale Soapacteerwedstrijd van de AVRO. Ze speelde de rol van Angelien, een heroïneverslaafd meisje dat opgevangen werd in het tehuis "Hoop Doet Leven".
Sindsdien heeft ze in meerdere televisieprogramma’s gespeeld, waaronder Rozengeur & Wodka Lime, In de praktijk, Onderweg naar Morgen, SamSam en Recht van spreken.
Brinkhuis heeft hoofdrollen in onder andere de speelfilms Swingers en Gay. Daarnaast heeft ze zowel in een groot aantal theaterproducties gespeeld als in reclame- en bedrijfsfilms.
Tevens presenteerde ze de officiële opening van de Betuweroute in aanwezigheid van de koningin.

## Filmografie
- Mako Mermaids (2013-2016) - Rita Santos (stem)
- Zootropolis (2016) - Badger Dokter (stem)
- Barbie: Life in the Dreamhouse (2012-2014) - Teresa Rivera (stem) / Taffy (stem)
- Lotgenoten (2012) - Maaike
- Lilith (2009) - Lilith
- Zeg 'ns Aaa (2009) - Dr. Brenda
- The Italian Connection (2007) - Eva
- Model 22 (2006) - Model 22
- Groeten uit Holland (2006) - Linda
- Van Speijk - Liefde op het tweede gezicht (2006) - Marian
- Gay (2004) - Snoes
- Baantjer - De Cock en de moord onder ogen (2003) - Stella de Bruine
- Toen was geluk heel gewoon - De advertentie (2003) - Lotus
- Swingers (2002) - Alex
- SamSam (1998) - Simone

## Voetnoten
1. ↑  Actrice en presentatrice Nienke Brinkhuis: "The Voice of Ferwoude" wil Fryslân promoten. friesland-holland-nieuws.nl (8 september 2008). Gearchiveerd op 21 januari 2012. Geraadpleegd op 26 juli 2019.